# Паралактичний кут

Паралактичний трикутник, P — полюс, Z — зеніт, R — точка де розташований центр світила, і є паралактичним кутом

Паралакти́чний кут — термін зі сферичної астрономії, позначає кут паралактичного трикутника, в якому перебуває світило. Паралактичний кут позначається буквою {\displaystyle q}. Паралактичний кут також можна визначити як кут між колом схилень {\displaystyle (\delta )} і колом висоти {\displaystyle (h)} світила.
Коли світило перебуває на небесному меридіані, паралактичний кут дорівнює нулю, в іншому випадку паралактичний кут береться додатним, якщо світило перебуває на захід від меридіана, і від'ємним, якщо на схід. Для світила, що перебуває в зеніті або в точці північного полюса світу, паралактичний кут не визначено.

## Розрахунок
Для спостерігача, що перебуває в точці з широтою φ і для точки на небесній сфері зі схиленням δ і годинним кутом t паралактичний кут визначається за формулами сферичної тригонометрії як:
{\displaystyle q=\arctan \left({\frac {\sin(t)}{\tan(\varphi )\cos(\delta )-\sin(\delta )\cos(t)}}\right)}